# Hospital Dr. Roberto Arnizaut Silvares
O Hospital Dr. Roberto Arnizaut Silvares é um hospital de atendimento médico geral localizado na cidade de São Mateus, ES, na rodovia Otovarino Duarte Santos, direção ao balneário de Guriri. Gerido pelo Governo estadual e mantido pelo Sistema Único de Saúde(SUS), o hospital se destaca no atendimento regional, sendo considerado um dos maiores do norte do Espírito Santo, atendendo pacientes também vindos do sul da Bahia e leste de Minas Gerais.
Em seu quadro de funcionários, há 213 servidores, que realizam atendimentos ambulatoriais, internações, urgências, diagnósticos e terapias. Possui leitos cirúrgico (cirurgia geral e ortopediatraumatologia), clínico (AIDS, clínica geral e neomatologia), complementar (unidade de isolamento e UTI) e pediátrico (pediatria clínica).
Em agosto de 2011, foi realizado um mutirão de cirurgias eletivas com objetivo de diminuir a demanda por esses serviços no norte capixaba. No total, foram atendidos pacientes das cidades de Vila Pavão, Ponto Belo, Mucurici, Montanha, Pedro Canário, Vila Valério, Jaguaré, Ecoporanga, Boa Esperança, Pinheiros, Conceição da Barra e São Mateus, com cirurgias de vesícula, retirada de cistos ovarianos, cistos sebáceos, hérnias, varizes, fimoses, cravos e nódulos.